# Championnats internationaux de jeu de balle
Les Championnats internationaux de jeu de balle sont des compétitions internationales de jeux de balle dérivés du jeu de paume organisées tous les ans par la Confédération internationale du jeu de balle. Les modalités officielles de la compétition sont le Fronton international, le Jeu international et le Llargues. Des modalités régionales font aussi partie de la compétition .

## 2010
| Competition                                                            | Champion | Vice-champion |
| ---------------------------------------------------------------------- | -------- | ------------- |
| Europilota 2010                                                        |          |               |
| Communauté valencienne                                                 |          |               |
| Angleterre, Belgique, France, Italie, Pays-Bas, Communauté valencienne |          |               |
| Fronton international                                                  |          |               |
| Galotxa                                                                |          |               |
| Jeu international                                                      |          |               |
| Llargues                                                               |          |               |
| Champion absolu                                                        |          |               |

## 2009
Non joué.

## 2008
| concours | champion | finaliste      |
| --- | -------- | -------------- |
| VIe Coupe du monde de jeu de balle |          |                |
| Imbabura ( Équateur ) |          |                |
| Argentine , Belgique , Bolivie , Colombie , Costa Rica , Équateur , Communauté valencienne , France , Italie , Mexique , Pays-Bas , Panama , Paraguay , Pérou , Uruguay , Venezuela , Chili |          |                |
| Fronton international | Mexique  | Argentine      |
| Jeu international | Belgique | Italie         |
| Llargues | Pays-Bas | Sél. valencien |
| Pelote équatorien | Équateur | Belgique       |
| Champion absolu | Belgique |                |

## 2007
| concours                                                       | champion       | finaliste      |
| -------------------------------------------------------------- | -------------- | -------------- |
| VIIe Championnat d'Europe                                      |                |                |
| Nivelle ( Belgique )                                           |                |                |
| Belgique , France , Italie , Pays-Bas , Communauté valencienne |                |                |
| Fronton international                                          | France         | Belgique       |
| Jeu international                                              | Sél. valencien | Pays-Bas       |
| Llargues                                                       | Belgique       | Sél. valencien |
| Champion absolu                                                | Sél. valencien |                |

## 2006
| concours                            | champion | finaliste |
| ----------------------------------- | -------- | --------- |
| VI Coupe du monde de handball Chaza |          |           |
| Colombie                            |          |           |
|                                     | Non joué |           |

## 2005
| concours                 | champion | finaliste |
| ------------------------ | -------- | --------- |
| VII Championnat d'Europe |          |           |
| Belgique                 |          |           |
|                          | Non joué |           |

## 2004
L'édition 2004 des Championnats internationaux de jeu de balle, les Ve Championnats du monde de Pallapugno (en italien I Mondiali de Pallapugno ), ont été organisés du 19 au 25 avril par la Confédération internationale du jeu de balle. Ils se sont déroulés dans les villes italiennes d'Alba, de Coni et de Santo Stefano Belbo, avec comme siège officiel la ville d'Imperia. Les modalités jouées ont été le Fronton International, le Jeu International, le Llargues, les modalités locales du Pallone et du Pallapugno y ont été jouées.
| concours | champion       | finaliste |
| --- | -------------- | --------- |
| Ve Championnats du monde de Pallapugno                                                                               |                |           |
| Impéria ( Italie )                                                                                                   |                |           |
| Argentine , Belgique , Colombie , Équateur , Communauté valencienne , France , Italie , Mexique , Pays-Bas , Uruguay |                |           |
| Fronton international                                                                                                | Mexique        | Argentine |
| Jeu international | Italie         | Belgique  |
| Llargues | Sel de Valence | Italie    |
| pallone | Italie         | Équateur  |
| Champion absolu | Italie         |           |

## 2003
| concours                                       | champion       | finaliste      |
| ---------------------------------------------- | -------------- | -------------- |
| VIe Championnat d'Europe de Paume              |                |                |
| France                                         |                |                |
| Belgique , France , Communauté valencienne , ? |                |                |
| Fronton international                          | Sél. valencien | France         |
| Jeu international                              | Sél. valencien | Belgique       |
| Llargues                                       | Belgique       | Sél. valencien |

## 2002
| concours                                          | champion       | finaliste |
| ------------------------------------------------- | -------------- | --------- |
| IVe Coupe du monde de handball                    |                |           |
| Parana ( Argentine )                              |                |           |
| Argentine , Communauté valencienne , Pays-Bas , ? |                |           |
| Fronton international                             | Sél. valencien | Argentine |
| Jeu international                                 | Sél. valencien | Pays-Bas  |
| Llargues                                          | Sél. valencien | Pays-Bas  |

## 2001
| concours                                   | champion       | finaliste      |
| ------------------------------------------ | -------------- | -------------- |
| Ve Championnat d'Europe                    |                |                |
| Pays-Bas                                   |                |                |
| Communauté valencienne , Italie , Pays-Bas |                |                |
| Fronton international                      | Sél. valencien | Italie         |
| Jeu international                          | Sél. valencien | Pays-Bas       |
| Llargues                                   | Pays-Bas       | Sél. valencien |

## 2000
| concours | champion       | finaliste |
| --- | -------------- | --------- |
| IIIe Mondial de Llargues                                                                                    |                |           |
| Valence |                |           |
| Argentine, Belgique, Colombie, Équateur, Communauté valencienne, France, Italie, Mexique, Pays-Bas, Uruguay |                |           |
| Llargues | Sél. valencien | Pays-Bas  |

## 1999
| concours                                         | champion       | finaliste |
| ------------------------------------------------ | -------------- | --------- |
| IVe Championnat d'Europe                         |                |           |
| Impéria ( Italie )                               |                |           |
| Communauté valencienne, France, Italie, Pays-Bas |                |           |
| Jeu international                                | Italie         | ?         |
| Llargues                                         | Sél. valencien | Pays-Bas  |

## 1998
| concours                                                                       | champion       | finaliste |
| ------------------------------------------------------------------------------ | -------------- | --------- |
| IIe Mondial de Llargues                                                        |                |           |
| Maubeuge ( France )                                                            |                |           |
| Belgique, Colombie, Équateur, Communauté valencienne, France, Italie, Pays-Bas |                |           |
| Llargues                                                                       | Sél. valencien | France    |

## 1997
| concours                                                   | champion | finaliste |
| ---------------------------------------------------------- | -------- | --------- |
| IIIe Championnat d'Europe                                  |          |           |
| Franker ( Pays-Bas )                                       |          |           |
| Belgique, Communauté valencienne, France, Italie, Pays-Bas |          |           |
| ?                                                          | Pays-Bas | France    |

## 1996
| concours                                                                       | champion       | finaliste |
| ------------------------------------------------------------------------------ | -------------- | --------- |
| 1er Championnat du monde de Llargues                                           |                |           |
| Eliana ( Valence )                                                             |                |           |
| Argentine, Colombie, Communauté valencienne, France, Italie, Mexique, Pays-Bas |                |           |
| Llargues                                                                       | Sél. valencien | Pays-Bas  |

## 1995
| concours                           | champion | finaliste |
| ---------------------------------- | -------- | --------- |
| IIe Championnat d'Europe           |          |           |
| Italie                             |          |           |
| Belgique, France, Italie, Pays-Bas |          |           |
| ?                                  | ?        | ?         |

## 1994
| concours                                                   | champion | finaliste      |
| ---------------------------------------------------------- | -------- | -------------- |
| Ier Championnat d'Europe                                   |          |                |
| Valenciennes ( France )                                    |          |                |
| Belgique, Communauté valencienne, France, Italie, Pays-Bas |          |                |
| Handball frison                                            | Belgique | Sél. valencien |
| Jeu international                                          | France   | Sél. valencien |

## 1993
| concours                                                   | champion       | finaliste |
| ---------------------------------------------------------- | -------------- | --------- |
| Tournoi des Cinq Nations                                   |                |           |
| Valence                                                    |                |           |
| Belgique, Communauté valencienne, France, Italie, Pays-Bas |                |           |
| Llargues                                                   | Sél. valencien | Belgique  |

## Meilleurs joueurs
Plusieurs pelotaris ont reçu la distinction de meilleur joueur pour leurs exploits dans les championnats internationaux :
- 1993 : Sarasol I d'El Genovés
- 1998 : Diplôme de Valence
  - Martines (Meilleur service du monde)
- 1999 : Diplôme de Valence
- 2002 : Sarasol II d'El Genovés
- 2004 : Silverio Deiby Mena, Colombie
- 2007 : Johan van der Meulen, Pays-Bas
- 2008 : Raúl Andrade, Équateur, Meilleur joueur américain
  - Roberto Corino, Italie, Meilleur joueur européen
  - Álvaro de Tibi, joueur de révélation